# 보여 (Still)
보여 (Still)는 대한민국 가수 선데이의 SM STATION 디지털 싱글이다. 2016년에 발매되었다. 피아노 락밴드 딕펑스의 보컬 김태현과의 듀엣 곡이다.

## 수록곡
1. 보여 (Still)
2. 보여 (Still) (Instrumental)